# Hawker Hunter
Hawker Hunter je britanski lovački zrakoplov koji se koristio tijekom 1950-ih i 1960-ih. Kako se dosta izvozio, osim RAF-a ga je koristilo još 19 stranih ratnih zrakoplovstava.

## Razvoj

### Početak
Palubnim lovcem Sea Hawkom tvrtka Hawker Aircraft osigurala je svoju opstojnost u burnim vremenima koja su pogodila britansku vojnu industriju nakon 2. svjetskog rata. No, Sea Hawk je u osnovi bio tek prerađeni lovac, u koji su umjesto klipnog "ugurali" turbomlazni motor. Kako je imao ravna krila, ubrzo je zastario. U Hawkeru su znali da se jedini napredak u brzini i letnim odlikama pri velikim brzinama može postići ugradnjom strelastih krila. Isto tako znali su da strelasta krila donose i probleme s upravljanjem pri malim brzinama. Zbog toga su odlučili da prije prvog serijskog aviona tu ideju detaljno testiraju na nekoliko eksperimentalnih aviona. 

### Testni prototipovi
Prvi je bio P.1052, razvijen u skladu sa specifikacijom E.38/46 ministarstva zrakoplovstva. Prvi je put poletio u prosincu 1948. U osnovi bio je jednak Sea Hawku, osim što je dobio strelasta krila pod kutom od 35 stupnjeva. P.1052 rabljen je za letna testiranja početkom pedesetih godina 20. stoljeća. Čak je dobio i kuku za kočenje tijekom slijetanja na nosače zrakoplova, kako bi se mogle testirati njegove mogućnosti slijetanja na nosače. Novo je krilo donijelo povećanje brzine na čak 1050 km/h u vodoravnom letu, ali su opće letne odlike i dalje bile relativno slabe. Zbog toga je Hawker svojim sredstvima od drugog P.1052 napravio P.1081. Zadržao je jednaka krila s usisnicima, ali je ispuh motora produžen do samog kraja aviona. Dobio je i strelaste vodoravne stabilizatore. Osim toga dobio je pripremu za ugradnju četiri topa Hispano Mark V kalibra 20 mm i potkrilnih nosača za odbacive spremnike za gorivo. P.1081 prvi je put poletio 19. lipnja 1950. Iako je izgubljen u nesreći 3. travnja 1951., P.1081 je u tome kratkom razdoblju pokazao dovoljno dobre letne odlike da zainteresira australsko ratno zrakoplovstvo. Po svojim je letnim odlikama bio usporediv s North Americanovim F-86 Sabreom, ali je bio (potencijalno) znatno bolje naoružan. Unatoč preranom gubitku, P.1081 je pokazao put kojim je krenuo razvoj novog Hawkerova lovca.
U siječnju 1946. ministarstvo zrakoplovstva je objavilo specifikaciju F.43/46 za novi dnevni lovac-presretač. Kao osnova Hawkerova prijedloga uzet je P.1052, kojem je bitno izmijenjen trup kako bi se prilagodio ugradnji motora Rolls-Royce Avon. Tako je nastao P.1067 sa strelastim krilima i naoružan s četiri topa Hispano Mark V kalibra 20 mm. Alternativa je bila ugradnja dva topa Aden kalibra 30 mm. Ministarstvu zrakoplovstva svidio se Hawkerov prijedlog te je u ožujku 1948. izdalo specifikaciju F.3/48, koja je u svemu odgovarala P.1067. Krilo pod kutom od 35 stupnjeva dobilo je flapsove i elerone da bi se povećao uzgon pri malim brzinama. Kako je razvoj Avona zapao u teškoće, projektanti su morali napraviti i pričuvne planove za ugradnju motora Armstrong Siddeley Sapphire.

U početku se razmatrala i opcija smještaja uvodnika za zrak u nos aviona, ali je ona odbačena da bi se dobio prostor za smještaj topova i radara. Na kraju je P.1067 nalikovao na povećani i rastegnuti P.1081, iako su oba aviona razvijana istodobno. Prvi od tri prototipa obavio je prvi let 20. srpnja 1951. Unatoč svim problemima pokretao ga je motor Avon 103 potiska 28,91 kN, posuđen s bombardera English Electric Canberra. Već je drugi prototip dobio motor Avon 107 (33,58 kN) te avioniku namijenjenu ugradnji u serijske avione. Prvi je put poletio 5. svibnja 1952. 
Treći je prototip dobio motor Sapphire 101 potiska 35,6 kN, a prvi je put poletio 30. studenog 1952. Prvobitno je odabrano ime Demon, ali kako je McDonnell upravo u to vrijeme isto ime dao svom mornaričkom lovcu, odabrano je ime Hunter.
 U ožujku 1950., i prije prvog prototipa P.1067, britansko ministarstvo nabave naručilo je prvu seriju od 20 serijskih Huntera. Oni nisu dovršeni po točno određenoj specifikaciji već su služili kao predserijski avioni namijenjeni evaluaciji. Na njima su se testirala razna rješenja, kao što su flapsovi s prisilnim opstrujavanjem. 

### Hunter F.1, F.2 i F.3
Prvi "serijski" Hunter Fighter Mark 1 (F.1) prvi je put poletio 16. svibnja 1953. Pokretao ga je motor RA.7 Avon Mark 113 potiska 33,8 kN. U to je vrijeme tvrtka Hawker predlagala da se odustane od daljnjeg razvoja P.1067 te da se novi lovac razvije na osnovama P.1081. Naime, prva letna testiranja pokazala su da usisnici za zrak imaju premali presjek i da motor ne dobiva dovoljno zraka. Osim toga javili su se problemi sa zračnim kočnicama, a tijekom paljbe iz topova na velikim visinama ispušni su plinovi ulazili u usisnike te uzrokovali gašenje motora ili čak zapaljenje. Privremeno rješenje bilo je da se tijekom paljbe iz topova obustavi dotok goriva u motore. Naravno, to se moglo primijeniti samo kod predserijskih, ali nikako i kod serijskih aviona. Unatoč tome uporaba topova je ograničena samo na male visine i brzine, što baš i nije dobro rješenje za lovca-presretača. Na velikim visinama došlo bi do zaleđivanja prednjeg vjetrobrana i "zasljepljenja" pilota. Ukupno je ipak napravljeno čak 138 F.1.
Nakon F.1, što ga je pokretao Avon, došao je F.2 s motorom Sapphire 101 potiska 35,6 kN pri naknadnom izgaranju. Prvi je let F.2 obavio 14. listopada 1953. Iako se Sapphire pokazao otporniji na utjecaj topničkih plinova, i imao manju potrošnju goriva, napravljeno je samo 45 F.2.

Daleko najveći problem i kod F.1 i kod F.2 bila je premala količina goriva, dostatna za najviše jedan sat. Tijekom letnih testiranja izgubljeno je 37 F.1 i pet F.2, uglavnom zato što su piloti ostali bez goriva. Čak je šest F.1 izgubljeno 8. veljače 1956. kad je, zbog lošeg vremena, skupina od osam Huntera morala biti poslana da sleti na udaljeno uzletište. Četiri su se pilota spasila iskakanjem, a jedan je uspio svoj avion prisilno spustiti. Šesti se pilot zabio u zemlju i poginuo. Preostala dva uspjela su doći do uzletišta, ali je jedan ostao bez goriva neposredno nakon slijetanja. Unatoč tome F.1 je bio lak za upravljanje i vrlo brz, te su ga piloti voljeli.
Tijekom 1953. prvi je prototip opremljen motorom Avon RA.7R, koji je davao "suhi" potisak od 31,7 kN i čak 42,7 kN pri naknadnom izgaranju. Tako je nastao Hunter Mark 3 (F.3). Taj je avion 7. rujna 1953. postavio novi svjetski brzinski rekord od 1163,2 km/h.

## Inačice

### Hunter F.4, F.5 i F.6
Hunter je ušao u serijsku proizvodnju i prije nego što je razvoj do kraja dovršen. Zbog toga su se problemi morali rješavati "u hodu". Prvi je bio povećanje spremnika za gorivo. Najjednostavnije je bilo iskoristiti unutrašnjost krila za spremanje goriva. Na taj je način količina goriva povećana s 1533 na 1883 litara. Nije bilo nešto, ali je moglo biti presudno da se spasi pokoji avion. Osim toga, na svako su krilo postavili nosač za dodatne spremnike zapremine 454 litre. Tako je nastao F.4. Prvi F.4 dobiven je preradom 114. proizvedenog F.1, a prvi je let obavio 20. listopada 1954. Isporuka serijskih primjeraka započela je u ožujku 1955. Uključujući prototip ukupno je napravljeno 349 F.4, a raspoređeni su u 20 eskadrila britanskog ratnog zrakoplovstva (RAF).

## Tehničke karakteristike (Hawker Hunter F.6)
Osnovne karakteristike
- posada: 1
- dužina: 14 m
- raspon krila: 10,26 m
- površina krila: 32,42 m2
- visina: 4,01 m

Letne karakteristike
- najveća brzina: 1.150 km/h
- dolet: 3.060 km
  - borbeni dolet: 715 km
- brzina penjanja: 87,4 m/s
- najveća visina leta: 15.240 m
- specifično opterećenje krila: 251,9 kg/m2
- motor: 1 x Rolls-Royce Avon 207 turbomlazni motor

## Vanjske poveznice
- hawkerhunter.co.uk   Arhivirana inačica izvorne stranice od 23. prosinca 2017. (Wayback Machine)
- Hawker Hunter - spyflight.co.uk
- Hawker Hunter - wingweb.co.uk
- Hawker Hunter - warbirdalley.com
- Hawker Hunter - aircraft.co.za